# No Quarter: Jimmy Page and Robert Plant Unledded
No Quarter es la primera publicación de Page & Plant, formado por los exmiembros de Led Zeppelin Jimmy Page y Robert Plant. Se trata de un álbum en vivo, con recopilaciones de presentaciones realizadas el año 1994, y lanzado ese mismo año.
Page y Plant pasaron a formar parte un 17 de abril de 1994 del Alexis Korner Blues Show en Buxton, Inglaterra. El 25 y 26, grabaron actuaciones en Londres, Gales, y Marruecos con orquestación egipcia y marroquí de varios temas de Led Zeppelin además de cuatro nuevas canciones. Las actuaciones se transmitieron un 12 de octubre, y tuvieron tal éxito comercial y artístico que Page y Plant decidieron coordinar una gira con inicio en febrero de 1995. La actuación Unplugged fue publicada como álbum en noviembre de 1994 bajo el nombre de No Quarter: Jimmy Page and Robert Plant Unledded.

## Lista de canciones
Todas las letras escritas por Jimmy Page y Robert Plant, excepto donde se indique.
| N.º   | Título                       | Letras                                         | Duración |  |
| 1.    | «Nobody's Fault But Mine»    |                                                | 4:06     |  |
| 2.    | «Thank You»                  |                                                | 5:47     |  |
| 3.    | «No Quarter»                 | Jones/Page/Plant                               | 4:06     |  |
| 4.    | «Friends»                    |                                                | 4:37     |  |
| 5.    | «The Rain Song»              |                                                | 7:28     |  |
| 6.    | «Yallah»                     |                                                | 4:59     |  |
| 7.    | «City Don't Cry»             |                                                | 6:08     |  |
| 8.    | «Since I've Been Loving You» | Jones/Page/Plant                               | 7:29     |  |
| 9.    | «The Battle of Evermore»     |                                                | 6:41     |  |
| 10.   | «Wonderful One»              |                                                | 4:57     |  |
| 11.   | «That's the Way»             |                                                | 5:35     |  |
| 12.   | «Gallows Pole»               | canción folclórica versionada por Page y Plant | 4:09     |  |
| 13.   | «Four Sticks»                |                                                | 4:52     |  |
| 14.   | «Kashmir»                    |                                                | 12:27    |  |
| 15.   | «Wah Wah»                    |                                                | 3:59     |  |
| 79:32 |                              |                                                |          |  |

En el tema "The Battle of Evermore", interviene la cantante Najma Akhtar.